# كيث باكارد
كيث باكارد (بالإنجليزية: Keith Packard)‏  (و. 1963  م) هو مهندس، ومبرمج، وعالم حاسوب أمريكي، ولد في بورتلاند، أوريغون.

## التعليم
تعلم في كلية ريد.

## جوائز
حصل على جوائز منها:
- O'Reilly Open Source Award [الإنجليزية]‏ (2011).